# Welwick
Welwick är en ort och civil parish i Storbritannien.   Den ligger i kommunen East Riding of Yorkshire och riksdelen England, i den sydöstra delen av landet, 240 km norr om huvudstaden London. Welwick ligger 13 meter över havet och antalet invånare är 297.
Terrängen runt Welwick är mycket platt. Havet är nära Welwick söderut. Runt Welwick är det ganska tätbefolkat, med 139 invånare per kvadratkilometer. Närmaste större samhälle är Grimsby, 13,4 km sydväst om Welwick. Trakten runt Welwick består till största delen av jordbruksmark.